# Patriciji (plemstvo)
Patriciji (lat. patricii, ednina patricius) so bili prvobitni člani elitnega družbenega sloja v antičnem Rimu. 
Bili so predstavniki plemstva v Starem Rimu in so pripadali višjemu družbenemu sloju prebivalcev. Imeli so politične pravice (bili so predstavniki v senatu - to je organ, ki pomaga kralju v času monarhije). Prihajalo je do stalnih konfliktov s plebejci, ki so bili revnejši sloj prebivalcev (brez političnih pravic, večinoma so bili kmetje in meščani).
V poznem Rimskem cesarstvu je ta naziv postal samo častna titula, ki se je podelila nekaterim visokim državnim uradnikom. 

## Pomen in izvor besede
Latinska beseda patricius je izpeljana iz pater (= 'oče'), ker so člani rimskega senata že od najstarejšega obdobja imenovali patres (= 'očetje'). 
Antični viri niso jasni glede razlike med patriciji in plebejci (ki jih definirajo kot vsi ostali državljani, ki niso bili patriciji), zato to vprašanje ostaja eno od največjih nerešenih vprašanj zgodovine starega Rima. Patriciji naj bi bili pripadniki bogatih in mogočnih družin, ki so pridobile oblast nad plebejskimi družinami, vendar nekateri zgodovinarji trdijo, da je ta teorija preveč poenostavljena. Ker je bilo v najzgodnejšem obdobju rimske zgodovine članstvo v senatu  dedno, je bil to lahko faktor, ki je eno skupino družin izločil od ostalega prebivalstva. Med samimi patriciji so bile razlike med gentes minores ('neznatne družine', tj. tiste, ki so patricijski status dobile kasneje) in gentes maiores ('ugledne družine', tj. tiste, ki imajo  patricijsko poreklo že od najstarejšega obdobja). 
Ne glede na prvobitne razlike med tema dvema družbenima slojema, so te razlike do pozne Rimske republike postale zamegljene in končno izgubile pomen, saj so mnoge plebejske družine pridobile tako bogastvo kot ugled, nekatere patricijske pa osirotele in izgubile nekdanjo moč. 
Nekateri zgodovinarji smatrajo, da so bile patricijske družine tiste, katerih predniki so imeli pomembne svečeniške položaje, ter da je bil tudi rimski senat, sestavljen iz patricijev, prvobitno svetovalno telo za vprašanja religije in kulta. Ta teorija pa ne prizna dejstva, da antični viri nič ne govorijo o obstoju posebnega razreda svečenikov v starem Rimu, niti v obdobju Republike niti v kasnejših obdobjih. 

## Obdobje Republike
V zgodnjih obdobjih Rimske republike so patriciji sestavljali dedni vladajoči razred v državi. Patriciji so trdili, da so njihove družine izhajale iz prvotnih prebivalcev Rima pred vladavino kralja Anka Marcija, pa tudi od prvih članov rimskega senata. Iz analov izhaja da plebejcem ni bila na voljo nobena državna služba (magistrat). Status patricij je bil podedovan in nobena zakonska zveza ni bila dovoljena med obema skupinama (do 445 pr. n. št.), prav tako ni bilo mogoče poslovati.
Po tej tradicionalni teoriji so bili patriciji v obdobju, ki je bilo znano kot 'borba patricijev in plebejcev', prisiljeni postopno deliti oblast s plebejci. Leta 494 n. št. je bila ustanovljena služba ljudskih tribunov, ki so imeli pristojnost braniti interese plebejcev. V dvajsetih letih 4. st. pr. n. št. so plebejcem postali na voljo vsi magistrati, razlike med obema razredoma pa so začele bledeti. Poleg tega glede na dedni značaj statusa patriciji niso ustanavljali nove patricijske družine, kar je zmanjšalo število patricijev.
Do pozne Republike so bile bogate plebejske družine že del nove vladajoče rimske elite - plemstva in status patricija ni imel nobenih privilegijev, razen morda nekoliko večje stopnje družbenega ugleda. To je postalo očitno v letu 59. pr. n. št., ko je patricija Publija Klodija Pulherja posvojil plebejec, ker je hotel kandidirati za ljudskega tribuna. Eden od redkih uradnih položajev, ki so ostali na voljo izključno patricijem, je bil položaj Rex sacrorum (kot 'kralj religije'), ki je bil teoretično najvišja duhovniška funkcija, vendar je bil v praksi podrejen vrhovnemu duhovniku (pontifex maximus).

## Obdobje cesarstva
V času principata in zgodnjega cesarstva je status patricijev še vedno pomenil družbeni prestiž. Zaradi tega so cesarji na široko razglašali svoje zveste sodelavce za patricije. Morda je to prispevalo tudi do končne degradacije pomena in ugleda statusa patricij. Do konca 3. stoletja je nekdanji pomen izraza patricius popolnoma izginil. Cesar Konstantin I. Veliki je obnovil uporabo izraza patricius, a predstavlja le častni naslov, ki ga podeljujejo tistim, ki so s svojo službo izkazali pripadnost cesarju in državi. V tem obdobju je bilo v cesarstvu le nekaj patricijev in včasih le eden. S 5. stoletjem se je v zahodnem rimskem cesarstvu ta izraz začel uporabljati na človeka, ki je iz cesarjeve sence dejansko vladal cesarstvu in imel resnično politično in vojaško moč, kot so Stilihon, Flavij Aecij, Bonifacij in Ricimer. V vzhodnem rimskem cesarstvu, kjer so cesarji še vedno imeli resnično oblast, se je uporaba tega častnega naslova nadaljevala, dokler latinščine ni v celoti nadomestila grščina kot uradni jezik cesarskega dvora.